# 愛在午夜希臘時
《愛在午夜希臘時》（英語：Before Midnight）是一部2013年美國浪漫剧情片，它是《愛在黎明破曉時》和《愛在日落巴黎時》的續篇，是“爱在三部曲”的第三部。主演是伊森·霍克和茱莉·蝶兒，导演则是理查德·林克莱特，电影在2013年1月20日在圣丹斯电影节首映，劇情聚焦男女主角杰西与赛琳在希腊伯罗奔尼撒南部小岛度假的最后一天。

## 制作
影片的背景故事源于理查德·林克莱特的亲身经历。他曾在1995年与一名女孩度过了一段美好的夜晚，之后数年未曾再见。十年后，他在希腊的一个机场无意中遇到了这位女孩，这段经历激发了他创作这部电影的灵感。
为了拍摄这部电影，林克莱特和演员伊桑·霍克和朱丽·德尔佩共同前往希腊的彼得拉岛进行了长达三周的拍摄。他们在那里租了一辆面包车，在岛上四处游荡，寻找适合拍摄的场景。林克莱特说：“我们没有用任何灯光，也没有带任何背景布幕。我们带了一些工作人员和一些摄影设备，就这样在岛上漫步，只拍摄自然的景象。”
影片中的许多对话都是现场即兴创作的。霍克说：“我们会进行几个小时的对话，然后理查德（林克莱特）回去写剧本，我们再继续拍摄。所以，这部电影是一个持续了多年的过程。”
该片的主要演员伊桑·霍克和朱丽·德尔佩在之前的两部电影中也是主演之一。他们在此次续集中再次扮演杰西和塞琳娜，这也是他们第三次饰演这两个角色。霍克和德尔佩的表演备受好评，被誉为是两位优秀演员的巅峰表演。

理查德·林克莱特、伊桑·霍克和朱莉·德尔佩都曾讨论过拍摄《日落之前》的续集。2011年11月，霍克表示：“在过去6个月里，我们谈了很多。我们三个人都有类似的感觉，我们有点准备好重新审视这些角色。前两部电影之间有九年的时间，如果我们在明年夏天拍这部电影，又是九年，所以我们开始思考这将是一件好事。所以我们要尝试在今年写。”
2012年6月，霍克确认《日落之前》的续集将在那年夏天拍摄。然而同年8月，德尔佩否认将在那年拍摄。到了2012年8月，从希腊的梅塞尼亚传来了许多报告，说该片正在那里拍摄。续集《午夜之前》于2012年9月5日宣布完成。根据林克莱特所说，经过德尔佩和导演林克莱特主导的为期约十周的写作和排练，该片在15天内完成，耗资不到300万美元。他宣布计划在2013年初的电影节上首映该片。

## 音乐
导演理查德·林克莱特（Richard Linklater）邀请了他的长期合作伙伴格雷厄姆·雷诺兹来创作原声带。林克莱特赞赏雷诺兹以音乐直觉表达电影画面每一刻的能力，他知道什么时候可以用即兴或实验性质的旋律，什么时候需要真实的感觉。在电影中，音乐成为了以对白为主导的电影的关键，时而成为主角之间微妙情感的知音，时而与对白产生对比的感觉。雷诺兹选择了钢琴、低音大提琴和传统吉他作为主要乐器，配以一些电顫琴。他以华尔兹感觉的旋律为灵感，创作了五段主题旋律供导演挑选，并由导演选中的旋律进行創作，进而传达了男女主角之间似乎只能意会的微妙情感。此外，他还特地邀请2004年雅典奥运会闭幕式献唱的希腊传奇女艺人哈里斯·亚历克西欧（Haris Alexiou）录制了探戈风情的主题曲“Gia Ena Tango”。原声带还包括两首传统的希腊民歌，“O Antonis O Kekes”和“Stou Mema Ta Traina”，以及由希腊歌手Haris Alexiou演唱的主题曲“Gia Ena Tango”。
配乐得到了评论家的积极评价。“AllMusic”的希瑟·法尔斯（Heather Phares）将配乐描述为“毫不掩饰的浪漫”，并称赞雷诺兹使用原声乐器，称它们“补充了电影的非强迫亲密感”。原声带在2013年被提名为圣地亚哥影评人协会奖最佳音乐使用奖。
| 曲序 | 曲目                             | 时长 |
| ---- | -------------------------------- | ---- |
| 1.   | The Best Summer of My Life       | 2:34 |
| 2.   | Gia Ena Tango                    | 5:04 |
| 3.   | Cela?                            | 1:48 |
| 4.   | Captain Nina                     | 1:14 |
| 5.   | Forgetting Little Things         | 3:41 |
| 6.   | The Beach                        | 1:42 |
| 7.   | I Could Hear His Voice In My Ear | 2:20 |
| 8.   | Is This Really My Life?          | 2:07 |
| 9.   | O Antonis O Kekes                | 3:54 |
| 10.  | Stou Mema Ta Traina              | 5:41 |
| 11.  | Still There, Still There         | 1:14 |
| 12.  | I'm Not In Love With You Anymore | 2:46 |
| 13.  | Door, Teacup, Wine Glass, Bed    | 1:12 |
| 14.  | Before Midnight                  | 1:26 |

## 发行
《午夜之前》在2013年1月20日的圣丹斯电影节上首映。在第六十三届柏林国际电影节的非竞赛组实现了其国际首映。该片于2013年5月24日在纽约、洛杉矶和德克萨斯州奥斯汀的五家影院向普通观众开放。之后，它于2013年6月14日在897家影院广泛发行。

## 票房
在北美地区，电影于2013年5月24日上映，首周末票房为246,914美元，排名第19位。最终北美票房达到8,114,627美元，成为当年票房排名前100的电影之一。
在接下来的几周内，该电影逐渐扩大上映范围，最终在北美的总票房收入达到了8,110,621美元。
在欧洲地区，电影同样获得了良好的票房成绩。在法国，首周末票房为717,873歐元，排名第2位。最终票房为2,672,119歐元，成为2013年法国票房排名前50的电影之一。在英国，首周末票房为408,460英鎊，排名第6位。最终票房为2,240,401英鎊，成为2013年英国票房排名前100的电影之一。
除了北美和欧洲地区外，电影在其他地区的票房也表现不俗。在澳大利亚，最终票房为1,326,932澳元；在新西兰，最终票房为206,889新元；在中国大陆，最终票房为人民幣5,752,246元。

## 评价
影片《爱在午夜降临前》于2013年5月在戛纳电影节上映，获得了广泛的好评。该片在全球范围内的票房收入也非常不错，成为了当年的一部佳作。
烂番茄网站基于207篇评论，该片获得了94%的“新鲜度”，平均评分为8.60/10。网站上的共识评价写道：“智慧而感人，理查德·林克莱特和伊桑·霍克创造出了一部深刻而充满人性关怀的续集，绝不会让任何爱情电影迷失望。”
Metacritic网站基于40篇评论打出了94/100的高分。评论家们赞扬了影片的剧本、表演和导演功力。多数评论者认为，影片的对话非常有深度和真实感，通过对人物关系的探索，深刻地揭示了爱情中的复杂性。许多评论家也赞扬了理查德·林克莱特、伊桑·霍克和朱莉·德尔佩的出色表演，称他们的演技使得电影更加动人。
《综艺》杂志的约翰·安德森（John Anderson）给予该片满分的评价，称它是“一部迷人的电影，充满了深情和勇气”。《纽约时报》的奥文·格莱伯曼（Owen Gleiberman）称其为“一部扣人心弦的电影，具有强大的情感深度”。《洛杉矶时报》的肯尼思·图兰（Kenneth Turan）赞扬了电影的“强大而引人入胜的表演，精彩而深刻的对话，以及富有启示性的故事情节”。

## 荣誉
- 第86届奥斯卡金像奖最佳改编剧本提名[33]
- 波士顿在线影评人协会奖年度十佳影片、最佳剧本[34]
- 好莱坞电影奖年度编剧[35]
- 洛杉矶影评人协会奖最佳编剧[36]
- 圣迭戈影评人协会最佳改编剧本[37]
- 国家影评人协会最佳编剧[38]
- 奥斯汀影评人协会最佳奥斯汀电影[39]

## 外部連結
- 互联网电影数据库（IMDb）上《Before Midnight》的资料（英文）
- Before Midnight的Facebook專頁
- 互联网电影数据库（IMDb）上《爱在午夜降临前》的资料（英文）
- 爛番茄上《愛在午夜希臘時》的資料（英文）
- Metacritic上《愛在午夜希臘時》的資料（英文）
- Box Office Mojo上《Before Midnight》的資料（英文）
- Before Midnight soundtrack （页面存档备份，存于） on NetEase Cloud Music